# Impatiens scutisepala
Impatiens scutisepala är en balsaminväxtart som beskrevs av Joseph Dalton Hooker. Impatiens scutisepala ingår i släktet balsaminer, och familjen balsaminväxter. Inga underarter finns listade i Catalogue of Life.